# Roppongi Hills
Roppongi Hills (六本木ヒルズ Roppongi Hiruzu?) es un proyecto de desarrollo capitalino ubicado en el Distrito de Roppongi en Tokio, Japón. Fue construido por el magnate de la construcción Minoru Mori. El complejo incluye espacio de oficinas, departamentos residenciales, cafés, restaurantes, salas de cine, un museo, un hotel, un estudio de televisión, un anfiteatro al aire libre y varios parques. En el centro se encuentra la Torre Mori, de 54 pisos y 238 metros. La construcción del complejo llevó diecisiete años, y Roppongi Hills fue inaugurado el 23 de abril de 2003.

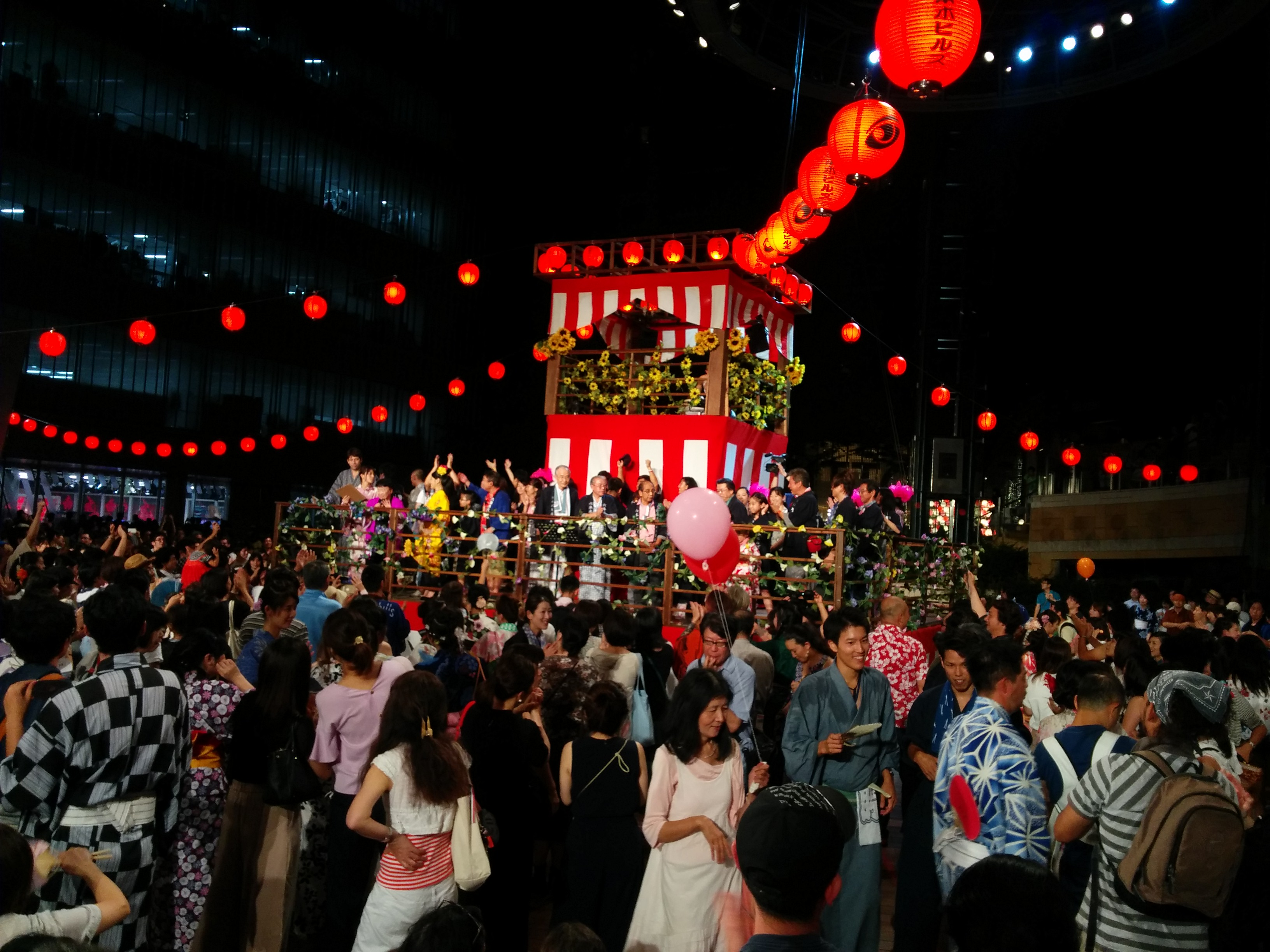
Bon Odori

La construcción de Roppongi Hills costó más de cuatro mil millones de dólares. El terreno, de 109.000 m² fue consolidado a partir de cuatrocientos lotes individuales que fueron comprados paulatinamente durante catorce años.
En la Roppongi Hills la exposición de los United Buddy Bears se mostró en Tokio en 2005. El objeto de la exposición consistía en llevar más de 140 esculturas, cada una de las cuales tenía 2 m de alto y era diseñada por un artista distinto. Estas estatuas multicolores tienen algunos mensajes importantes para transmitir al mundo: juntas respresentan la coexistencia pacífica de todas las culturas y la tolerancia, el entendimiento internacional y la confianza mutua. Roppongi Hills fue el escenario ideal para los Osos Buddy, que se miran mutuamente en un gran círculo.